# Fabien Reboul
Fabien Reboul (* 9. September 1995 in Toulouse) ist ein französischer Tennisspieler.

## Karriere
Reboul spielte zu Beginn seiner Karriere ausschließlich Turniere der drittklassigen ITF Future Tour. Dort war er im Doppel, wo er 22 Titel gewann, deutlich erfolgreicher als im Einzel. Im Einzel gelangen ihm bislang drei Erfolge. So stand er im Doppel bereits 2015 am Jahresende in den Top 300 der Weltrangliste, während er im Einzel den 781. Rang belegte. Durch stetige Verbesserung in der Doppelrangliste spielte er vermehrt Turniere der ATP Challenger Tour, wo ihm mit seinem Partner Sadio Doumbia 2017 in Bangkok der erste Finaleinzug gelang. Sie mussten sich in zwei knappen Sätzen dem Zwillingspaar Sanchai und Sonchat Ratiwatana geschlagen geben. Im Folgejahr rutschte Reboul in der Rangliste etwas ab, bevor ihm in der zweiten Jahreshälfte 2019 ein kleiner Durchbruch gelang. Im August stand er in Manerbio erneut in einem Challenger-Finale, das gegen die brasilianische Paarung Fabrício Neis und Fernando Romboli verloren ging. Seinen ersten Titel gewann er einen Monat später in Banja Luka. Mit Doumbia besiegte er ohne einen Satzverlust im Turnier hinnehmen zu müssen im Finale das Duo Sergio Galdós und Facundo Mena. Eine Woche später ließ er in Sibiu seinen zweiten Titel folgen. Im November erreichte er mit dem 170. Rang ein neues Karrierehoch. Im Einzel, wo er auf Challenger-Level nie über die zweite Runde hinauskam ist der 328. Rang seine beste Platzierung.

## Erfolge
| Legende (Anzahl der Siege) |
| Grand Slam                 |
| ATP Tour Finals            |
| ATP Tour Masters 1000      |
| ATP Tour 500               |
| ATP Tour 250 (5)           |
| ATP Challenger Tour (17)   |

| ATP-Titel nach Belag |
| Hartplatz (3)        |
| Sand (2)             |
| Rasen (0)            |

### Doppel

#### Turniersiege

##### ATP Tour
| Nr. | Datum              | Turnier     | Belag         | Partner       | Finalgegner                   | Ergebnis          |
| --- | ------------------ | ----------- | ------------- | ------------- | ----------------------------- | ----------------- |
| 1.  | 26. September 2023 | Chengdu (1) | Hartplatz     | Sadio Doumbia | Francisco Cabral Rafael Matos | 4:6, 7:5, [10:7]  |
| 2.  | 4. Februar 2024    | Montpellier | Hartplatz (i) | Sadio Doumbia | Albano Olivetti Sam Weissborn | 6:75, 6:4, [10:6] |
| 3.  | 21. April 2024     | Bukarest    | Sand          | Sadio Doumbia | Harri Heliövaara Henry Patten | 6:3, 7:5          |
| 4.  | 24. September 2024 | Chengdu (2) | Hartplatz     | Sadio Doumbia | Yuki Bhambri Albano Olivetti  | 6:4, 4:6, [10:4]  |
| 5.  | 24. Mai 2025       | Genf        | Sand          | Sadio Doumbia | Ariel Behar Joran Vliegen     | 6:74, 6:4, [11:9] |

##### ATP Challenger Tour
| Nr. | Datum              | Turnier         | Belag         | Partner       | Finalgegner                                    | Ergebnis          |
| --- | ------------------ | --------------- | ------------- | ------------- | ---------------------------------------------- | ----------------- |
| 1.  | 14. September 2019 | Banja Luka      | Sand          | Sadio Doumbia | Sergio Galdós Facundo Mena                     | 6:3, 7:64         |
| 2.  | 21. September 2019 | Sibiu           | Sand          | Sadio Doumbia | Ivan Sabanov Matej Sabanov                     | 6:4, 3:6, [10:7]  |
| 3.  | 5. Dezember 2020   | Campinas        | Sand          | Sadio Doumbia | Luis David Martínez Felipe Meligeni            | 6:77, 7:5, [10:7] |
| 4.  | 24. April 2021     | Rom (1)         | Sand          | Sadio Doumbia | Paolo Lorenzi Juan Pablo Varillas              | 7:65, 7:5         |
| 5.  | 1. Mai 2021        | Rom (2)         | Sand          | Sadio Doumbia | Guido Andreozzi Guillermo Durán                | 7:5, 6:3          |
| 6.  | 19. Juni 2021      | Aix-en-Provence | Sand          | Sadio Doumbia | Robert Galloway Alex Lawson                    | 6:74, 7:5, [10:4] |
| 7.  | 21. August 2021    | Verona          | Sand          | Sadio Doumbia | Luca Margaroli Gonçalo Oliveira                | 7:5, 4:6, [10:6]  |
| 8.  | 31. Oktober 2021   | Brest           | Hartplatz (i) | Sadio Doumbia | Salvatore Caruso Federico Gaio                 | 4:6, 6:3, [10:3]  |
| 9.  | 15. Januar 2022    | Forlì           | Hartplatz (i) | Sadio Doumbia | Nicolás Mejía Alexander Ritschard              | 6:2, 6:3          |
| 10. | 5. März 2022       | Las Palmas      | Sand          | Sadio Doumbia | Matteo Arnaldi Luciano Darderi                 | 5:7, 6:4, [10:7]  |
| 11. | 11. Juni 2022      | Perugia         | Sand          | Sadio Doumbia | Marco Bortolotti Sergio Martos Gornés          | 6:2, 6:4          |
| 12. | 25. Juni 2022      | Oeiras          | Sand          | Sadio Doumbia | Robert Galloway Alex Lawson                    | 6:3, 3:6, [15:13] |
| 13. | 12. November 2022  | Roanne          | Hartplatz (i) | Sadio Doumbia | Dustin Brown Szymon Walków                     | 7:65, 6:4         |
| 14. | 29. Januar 2023    | Quimper (1)     | Hartplatz (i) | Sadio Doumbia | Anirudh Chandrasekar Arjun Kadhe               | 6:2, 6:4          |
| 15. | 15. April 2023     | Split           | Sand          | Sadio Doumbia | Anirudh Chandrasekar N. Vijay Sundar Prashanth | 6:4, 6:4          |
| 16. | 17. März 2024      | Phoenix         | Hartplatz     | Sadio Doumbia | Rinky Hijikata Henry Patten                    | 6:3, 6:2          |
| 17. | 26. Januar 2025    | Quimper (2)     | Hartplatz (i) | Sadio Doumbia | Romain Arneodo Manuel Guinard                  | 6:2, 4:6, [10:3]  |

#### Finalteilnahmen
| Nr. | Datum            | Turnier     | Belag     | Partner                | Finalgegner                          | Ergebnis           |
| --- | ---------------- | ----------- | --------- | ---------------------- | ------------------------------------ | ------------------ |
| 1.  | 12. Februar 2023 | Córdoba (1) | Sand      | Sadio Doumbia          | Máximo González Andrés Molteni       | 4:6, 4:6           |
| 2.  | 11. Februar 2024 | Córdoba (2) | Sand      | Sadio Doumbia          | Máximo González Andrés Molteni       | 4:6, 1:6           |
| 3.  | 7. April 2024    | Estoril     | Sand      | Sadio Doumbia          | Gonzalo Escobar Alexander Nedowessow | 5:7, 2:6           |
| 4.  | 21. Juli 2024    | Hamburg     | Sand      | Édouard Roger-Vasselin | Kevin Krawietz Tim Pütz              | 6:78, 2:6          |
| 5.  | 1. März 2025     | Acapulco    | Hartplatz | Sadio Doumbia          | Christian Harrison Evan King         | 4:6, 0:6           |
| 6.  | 18. Mai 2025     | Rom         | Sand      | Sadio Doumbia          | Marcelo Arévalo Mate Pavić           | 4:6, 7:66, [11:13] |

## Abschneiden bei Grand-Slam-Turnieren

### Doppel
| Turnier         | 2021 | 2022 | 2023 | 2024 | 2025 | Karriere |
| --------------- | ---- | ---- | ---- | ---- | ---- | -------- |
| Australian Open | —    | —    | 2    | 1    | AF   | AF       |
| French Open     | 1    | 2    | AF   | 1    | 2    | AF       |
| Wimbledon       | —    | 1    | 2    | AF   | 2    | AF       |
| US Open         | —    | 2    | 1    | —    |      | 2        |

Zeichenerklärung: S = Turniersieg; F, HF, VF, AF = Einzug ins Finale / Halbfinale / Viertelfinale / Achtelfinale; 1, 2, 3 = Ausscheiden in der 1. / 2. / 3. Hauptrunde; Q1, Q2, Q3 = Ausscheiden in der 1. / 2. / 3. Qualifikationsrunde; nicht ausgetragen